# Пеллегрини, Хорхе
Хорхе Карлос Пеллегрини (исп. Jorge Carlos Pellegrini; род. 12 июля 1956, Санта-Фе, Аргентина) — аргентинский футболист, защитник. Известен своими выступлениями за клубы Архентинос Хуниорс, Велес Сарсфилд, Химнасия и Эсгрима Ла-Плата и другие. Участник золотой эры «Архентинос Хуниорс», в составе которого выиграл два чемпионата Аргентины (Метрополитано 1984 и Насьональ 1985), а также Кубок Либертадорес 1985 года и Кубок Интерамерика 1986 года.

## Карьера

### Клубная карьера
Пеллегрини начал свою карьеру в 1975 году в клубе «Росарио Сентраль», где провёл один матч. В 1976 году перешёл в «Атлетико Тукуман», а затем в 1977 году присоединился к «Велес Сарсфилд», где закрепился в основном составе, сыграв 48 матчей. В 1978—1979 годах выступал за «Химнасия и Эсгрима Ла-Плата», где забил 6 голов в 72 матчах. В 1980 году перешёл в «Колон», а затем в «Индепендьенте», где провёл 33 матча и забил 1 гол.
В 1984 году Пеллегрини присоединился к «Архентинос Хуниорс», где стал ключевым игроком в золотой эре клуба. В составе «Архентинос» он выиграл два чемпионата Аргентины (Метрополитано 1984 и Насьональ 1985), а также Кубок Либертадорес 1985 года и Кубок Интерамерика 1986 года. В финале Кубка Либертадорес 1985 года Пеллегрини сыграл важную роль в победе над Америка Кали в серии пенальти.
Завершил карьеру в 1990 году в клубе 9 июля.

### Международная карьера
Пеллегрини выступал за сборную Аргентины в 1985—1986 годах, однако точное количество матчей и голов неизвестно.

## Достижения

### Клубные
- Архентинос Хуниорс
  - Чемпион Аргентины: Метрополитано 1984, Насьональ 1985
  - Обладатель Кубка Либертадорес: 1985
  - Обладатель Кубка Интерамерика: 1986.